# أناستازيا غالوستيان
أناستاسيا جورجييفنا غالوستيان (الأرمينية: Анастасия Галустян، الروسية: Анастасия Георгиевна Галустян، من مواليد 25 يونيو 1999) هي لاعبة تزلج فني على الجليد روسية أرمنية مثلت أرمينيا في فردي السيدات. هي الحائزة على الميدالية الفضية في كأس وارسو 2014، وبطل كأس سانتا كلوز 2019، والحاصل على الميدالية البرونزية في كأس وارسو 2015، والحاصل على الميدالية الفضية في كأس تورون 2016، والحاصل على الميدالية الفضية في كأس تالين 2014.

## روابط خارجية
- أناستازيا غالوستيان في الاتحاد الدولي للتزلج